# 545-та гренадерська дивізія (Третій Рейх)
545-та гренадерська дивізія (Третій Рейх) (нім. 545. Grenadier-Division) — гренадерська піхотна дивізія Вермахту за часів Другої світової війни.

## Історія
545-та гренадерська дивізія сформована 10 липня 1944 року в ході 29-ї хвилі мобілізації у XII військовому окрузі, як «дивізія-тінь» (нім. Schatten-Division). З серпня 1944 року билася на Східному фронті в південній Польщі. 9 жовтня 1944 року переформована на 545-ту фольксгренадерську дивізію.

## Райони бойових дій
- Німеччина (липень 1944);
- Польща (серпень — жовтень 1944).

## Командування

### Командири
- генерал-майор Отто Обенаус (нім. Otto Obenaus) (15 липня — 9 жовтня 1944)

### Підпорядкованість
| Час     | Корпус       | Армія       | Група армій (округ)            | Штаб                       |
| ------- | ------------ | ----------- | ------------------------------ | -------------------------- |
| 1944    |              |             |                                |                            |
| липень  | формування   | формування  | формування                     | Навчальний центр Графенвер |
| серпень | XI корпус СС | 17-та армія | Група армій «Північна Україна» | Коросно                    |

### Склад
| 1944                                      |
| ----------------------------------------- |
| 1085-й гренадерський полк                 |
| 1086-й гренадерський полк                 |
| 1087-й гренадерський полк                 |
| 1545-й артилерійський полк                |
| 1545-й протитанковий дивізіон             |
| 1545-й інженерний батальйон               |
| 1545-й фузилерний батальйон               |
| 1545-й батальйон зв'язку                  |
| 1545-те дивізійне управління забезпечення |
| 1545-й запасний батальйон                 |

## Нагороджені дивізії
Нагороджені дивізії
|  | Кавалери Золотого Німецького Хреста                                                                        | 5 |
|  | Кавалери Почесної застібки Сухопутних військ «Почесна застібка на орденську стрічку для Сухопутних військ» | 3 |